# Các thánh tử đạo tiên khởi của giáo đoàn Rôma

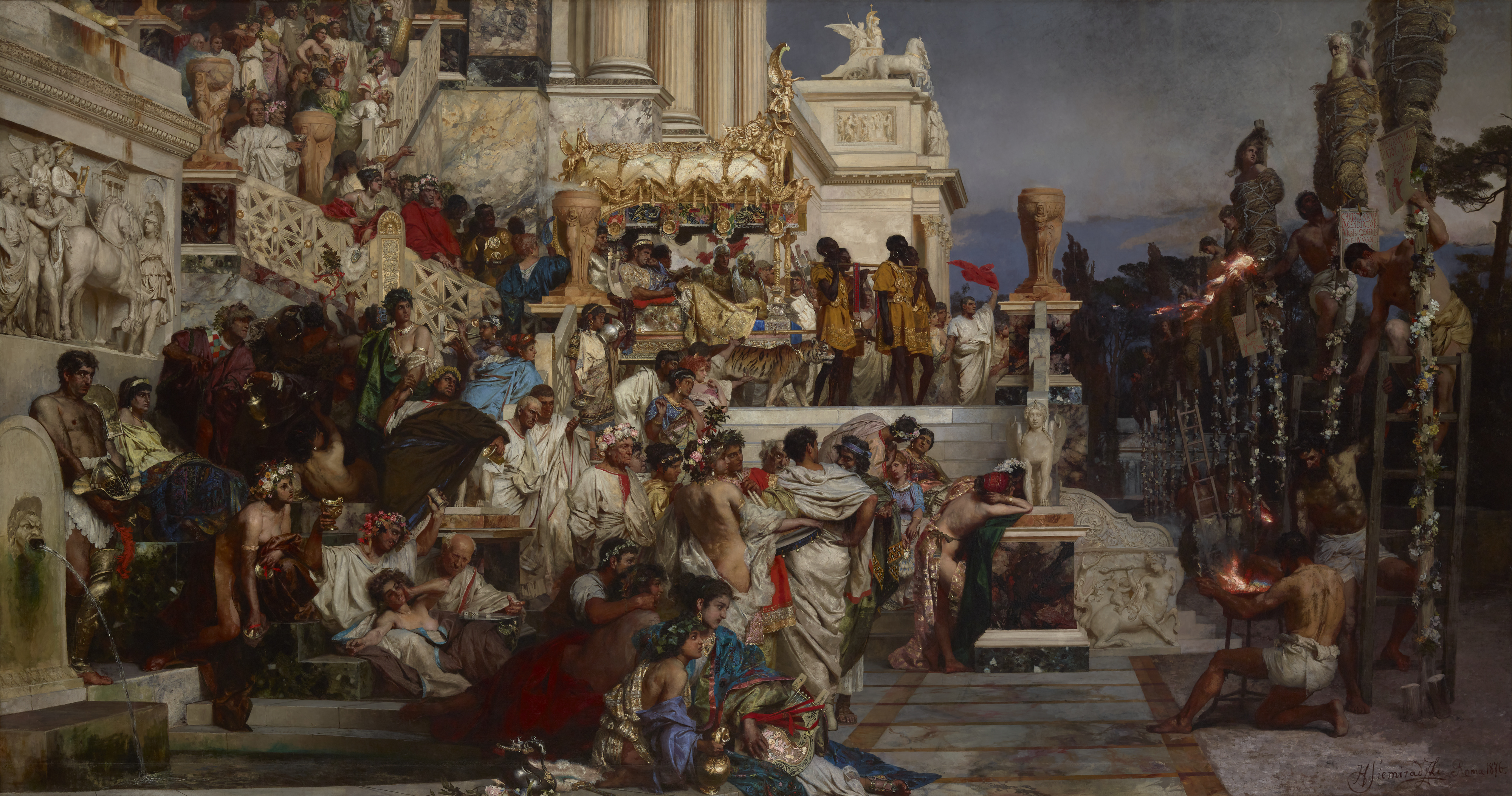
Ngọn đuốc của Nero, tranh của Henryk Siemiradzki (1876)

Các thánh tử đạo tiên khởi của giáo đoàn Rôma là những Kitô hữu đã chịu tử đạo tại thành phố Roma trong cuộc bách hại do Hoàng đế Nero khởi xướng vào năm 64. Sự kiện này được nhà sử học Tacitus, Giáo hoàng Clêmentê I cùng nhiều người khác ghi chép lại. Giáo hội mừng kính các vị tử đạo này vào ngày 30 tháng 6 hằng năm với bậc lễ nhớ tự do. Giáo hội Chính thống giáo Đông phương mừng kính họ vào ngày 30 tháng 6 theo lịch phụng vụ của mình và xem họ như các thánh tử đạo của Giáo hội trước cuộc Ly giáo Đông-Tây năm 1054.

## Bối cảnh
Thành Roma từng có rất đông người Do Thái sinh sống. Khi cập bến thành Korinthos, thánh Phaolô Tông đồ đã gặp vợ chồng ông Aquila và bà Priscilla là người Do Thái, quê ở vùng Pontos và sinh sống bằng nghề dệt lều. Hai người họ từng sống ở thành Roma cho tới khi Hoàng đế Claudius ra lệnh trục xuất tất cả người Do Thái ra khỏi thành phố. Nhà sử học Suetonius cho rằng nguyên nhân của việc người Do Thái bị trục xuất khỏi thành Roma là do họ và nhóm tín đồ đạo "Christus" đã có nhiều xích mích và gây nhiễu loạn ở thành Roma. Đến năm 54 CN, Hoàng đế Claudius qua đời.
Hai ông bà đã trở thành một trong những Kitô hữu sơ khai tại thành Roma vào thời điểm vài năm sau khi Chúa Giêsu qua đời, tuy vậy họ không trở lại đạo nhờ thánh Phaolô. Thánh Phaolo cũng chưa gặp lại hai ông bà trong thời gian ông viết Thư gửi tín hữu Rôma từ năm 57 CN đến năm 58 CN để gửi lại nơi cộng đồng người Do Thái và dân ngoại.

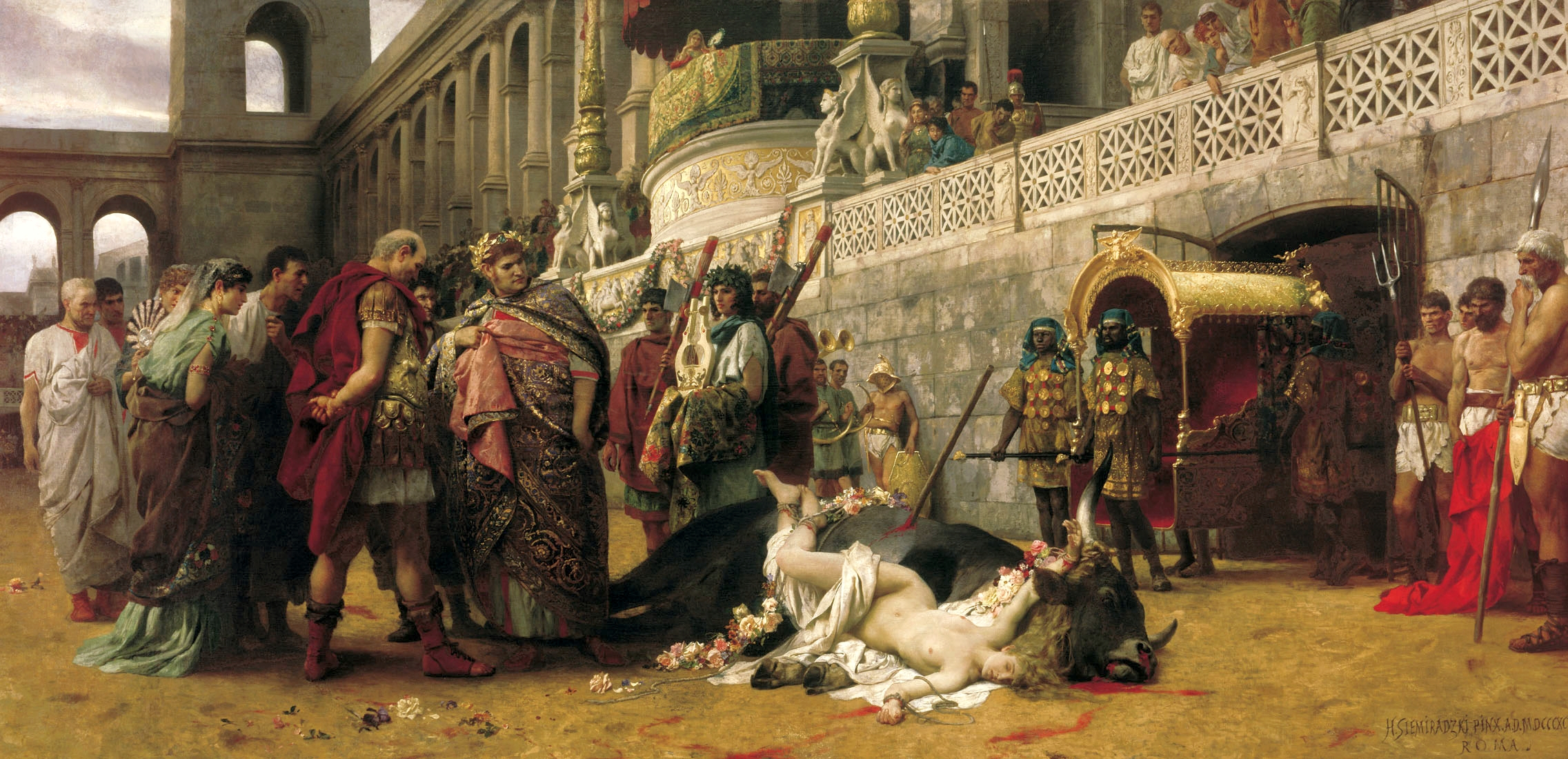
"Nàng Dirce theo Kitô giáo", tranh của Henryk Siemiradzki (1897)